# Georgikon Szablya Kör
A Georgikon Szablya Kör egy magyar HEMA szervezet. A vívóiskola tagjai főleg a XIX. századi történelmi európai harcművészetek hiteles oktatásával és kutatásával foglalkoznak korabeli vívókönyvek alapján, ezen belül magyar szablyavívással.

## Oktatók

### Németh Árpád
2019-től 2021-ig a tapolcai Németh Árpád vívóedző vezette a csapat edzéseit, az olimpiai kard fegyvernem alapján, figyelembe véve a HEMA szablyavívás sajátosságait.

### Szebényi Tibor
2010-ben a Hidán Csaba történész, régész által vezetett Aranyszablya Történelmi Vívóiskola budapesti edzéseit látogatta. 2012 és 2016 között a Magyar Szablyavívó Iskola keszthelyi edzésein vett rész. 2020 és 2023 között a Katori Shinto Ryu irányzatot gyakorolta. 2019-től gyakorolja az olimpiai kardvívást, Németh Árpád, majd a nagykanizsai NTE 1866 vívó szakosztályában Kiss György vívóedző irányítása alatt. 2024-ben vívóedző-sportszervező képesítést szerez.
2008 óta rendszeresen indul különböző szabályrendszerek szerint lebonyolított szablyavívó versenyeken:

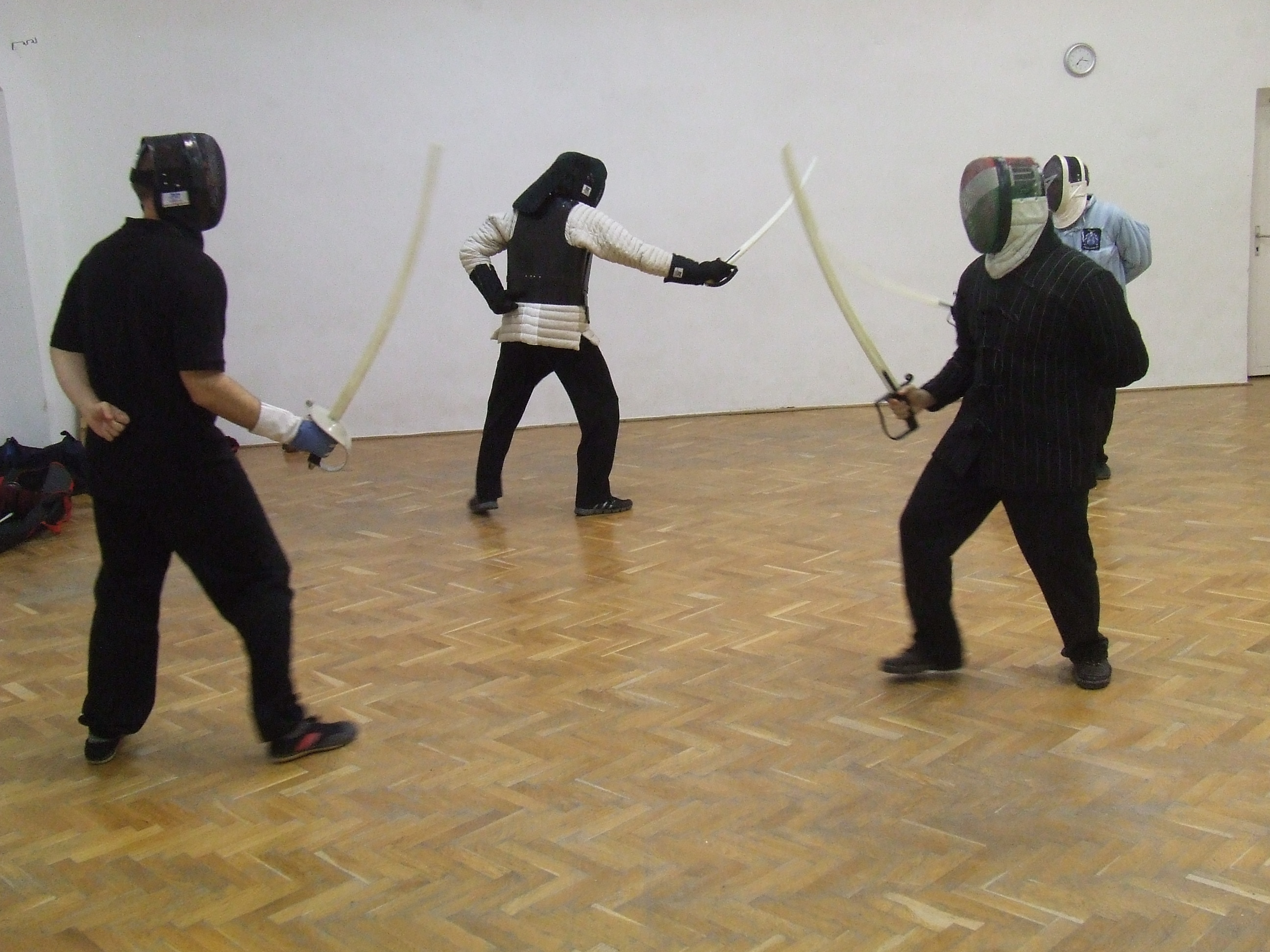
A Georgikon Szablya Kör edzése - Keszthely, Premontrei Iskola tornaterme

- I. Balassi Kupa (baranta, OBSZ, 2008.02.14.)[4]
- II. Pintér Tamás Oroszlán Emlékverseny (Ősi Tűz, 2014.12.21.)[5]
- IX. Szegedi Vár-vívás (Magyar András, 2015.03.21.) .................................. 2. hely
- IV. Csobánci Bajviadal (Bajvívó Magyarok, 2015.07.12.) ............................ 3. hely
- III. Pintér Tamás Oroszlán Emlékverseny (Ősi Tűz, 2015.12.20.) ................ 5. hely
- I. Kapuvári Szablyavívó Gálaverseny (Végek Művészete, 2016.06.19.) ...... 3. hely[6]
- I. Győri Vaskakas Vívónap (Végek Művészete, 2016.11.06.) ...................... 3. hely[7]
- HEMAjális Győr (Végek Művészete, 2017.04.30.) ....................................... 4. hely
- II. Kapuvári Szablyaverseny (Végek Művészete, 2017.06.19.) .................... 2. hely[8]
- V. Pintér Tamás Oroszlán Emlékverseny (Ősi Tűz, 2017.11.26.) ................ 1. hely (két fegyveres kategória)
- II. Történelmi Vásár (Végek Művészete, 2017.12.09.) ................................. 2. hely[9][10]
- IX. MHS Torna (HEMA, 2019.04.13.) ........................................................... legjobb 8 között
- III. Debreceni Kardvívó Torna (HEMA, 2019.08.17.) ................................... 1. hely[11][12]
- IV. Történelmi Vásár (HEMA, 2019. 12. 01.) ............................................... 1. hely

2014-ben alapította a Georgikon Szablya Kört. A szervezet jó kapcsolatokat ápol számos magyarországi hagyományőrző egyesülettel, illetve vívóiskolával (Bajvívó Magyarok, Ősi Tűz, Végek Művészete). A vívóiskola rendszeresen tart olyan bemutatókat, ahol a kezdők megismerhetik a szablyavívás alapjait, illetve a tapasztaltabb vívók egy szablyaverseny keretében felmérhetik a tudásszintjüket. Ilyen bemutatót tartottak a Zalaszántón 2018 szeptemberében megrendezett VII. Szántói Lovas Találkozón.
A csapatból jelenleg csak 1 fő szerepel a nemzetközi vívóranglistán (HEMA Ratings, fémszablya kategória): Tibor Szebényi
Aktív tagja a Magyar Történelmi Íjász Társaságnak. A legnagyobb magyar vívófórum - Vívás mint harcművészet - egyik legaktívabb közreműködője.

## Oktatott fegyvernemek

### Szablya

#### A HEMA szablyavívás

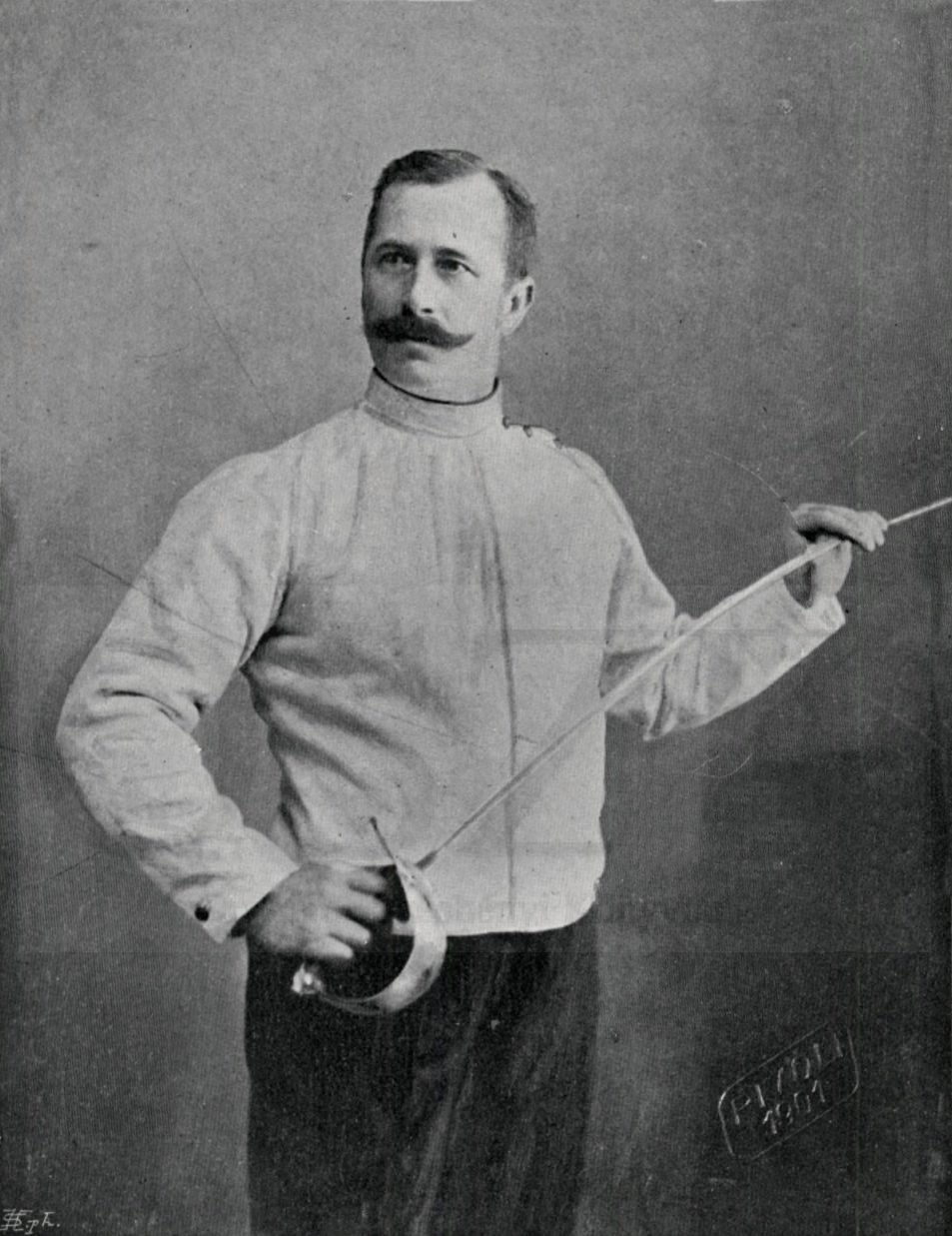
Arlow Gusztáv vívómester

Noha csatatéri jelentőségét már elvesztette, a szablya népszerű fegyver volt még a 20. század első évtizedeiben is. A szablyavívás művészete tovább élt a korabeli párbajkultúrában, és bizonyos társadalmi körökben alapvető testedzési módszer maradt egészen a második világháborúig. Ezért igen sok tanulmány született a szablya használatáról, zömmel a 19. század közepétől a 20. század elejéig. Vannak köztük a lovasságnak szóló utasítások, párbaj kódexek, illetve már sportoktatói kézikönyvnek minősülő magyar, lengyel, osztrák, francia, német, brit, orosz stb. munkák. A SAGA vívókönyv adatbázisa jelenleg több mint 370 ilyen művet sorol fel. Ezen tanulmányok többsége komplett oktatási rendszert ír le, az alapoktól sokszor a párbajra való felkészítésig bezárólag, ami nagy segítség a rekonstrukciós munka gyakorlati megvalósításában.
Hazánkban talán a legismertebb, legtöbbször idézett mű Arlow Gusztáv 1902-ben írt A kardvívás c. könyve, mely megtalálható a Magyar Elektronikus Könyvtárban.
A nagyszámú vívókönyvön túl a szablyavívás számos eleme megmaradt folyamatos mester-tanítvány láncolatként (pl.  Patócs Béla (1952-) ← dr. Bay Béla (1907–1999) ← dr. Gerentsér László (1873–1942) ← Angelo Torricelli (1869–1944) olasz vívómester), mivel a szablya művészete az olimpiai kardvívásban él tovább. A csatatéri – gyalogsági vagy lovassági – fegyverekhez képest a párbajokban, majd a későbbi versenyeken egyre könnyebb, vékonyabb pengék jelentek meg, míg fokozatosan eljutottak a mai sportkardhoz. Ma, a HEMA szablyavívás eszközeinél pont egy ellentétes folyamat figyelhető meg: a sportkardhoz képest jóval nehezebb vívóeszközöket használnak a HEMA szablyavívók, a FIE szabályokhoz képest „harcszerűbb” feltételek mellett.
Eltekintve a következő szakaszban felsorolt különbségektől a FIE kardvívás és a HEMA szablyavívás alapjai gyakorlatilag azonosak. A lábmunka, az időzítés (tempó, lásd Vívóakciók), a mentális munka stb. teljesen megegyezik, és ezeket a vívóedzők kiválóan ismerik. Az idősebb edzőknek különösen nagy szerepük lehet a szablyavívás további fejlődésében, mivel ők még ismerik a régebbi vívóhagyományokat, nem csak a mai kiélezett élsport követelményeit. Németh Árpád személyében egy ilyen vívóedző oktatja a Georgikon Szablya Kör tagjait.

#### A FIE kardvívás és a HEMA szablyavívás közti különbség

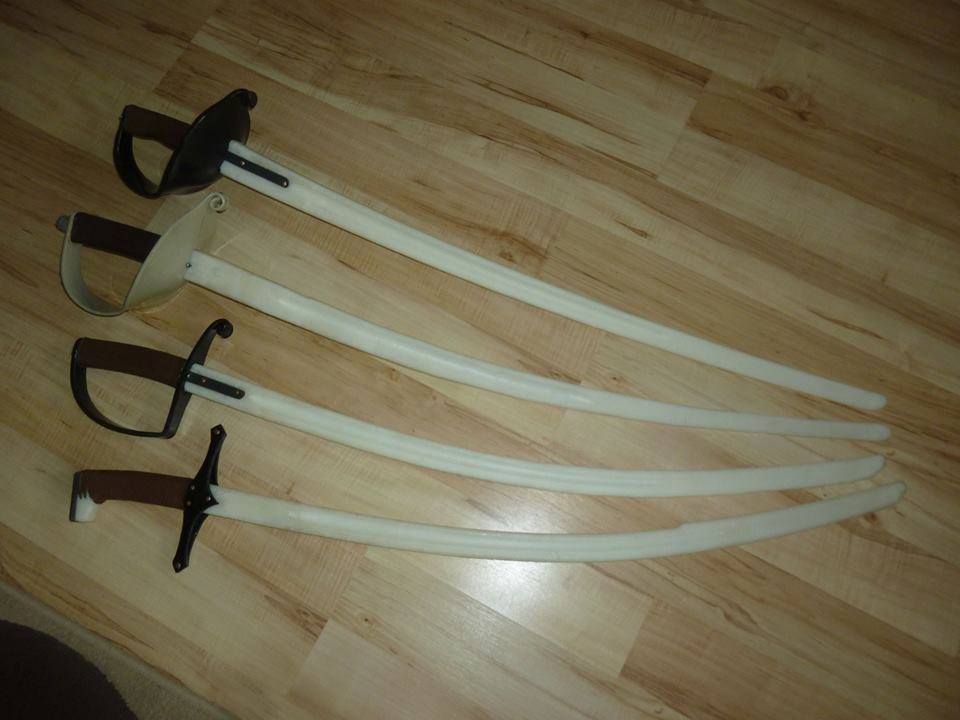
Saját készítésű poliamid (nejlon) vívószablyák

A Nemzetközi Vívószövetség (FIE) által szabályozott kardvívás számos ponton tér el a HEMA szablyavívástól. Mások:
- a célok: az olimpiai kardvívásnál a pontszerzés a cél, míg a szablyavívásban a jelképes „súlyos sérülés” okozása;
- a szabályok: az olimpiai változatban a védés jogot ad a visszatámadásra (konvenció), miközben a történelmi változat legfontosabb elve „Adni és nem kapni!”; a HEMA-nak nincs egységes szabályrendszere, de általában a tiszta találatokat értékelik, amikor a sikeres találat után az ellenfel egyáltalán nem éri el a támadót, azaz a pontszerző vívóakciója során a támadó nem „sérül” meg;
- az eszközök: a sportkard tömege általában 350-360 g,  továbbá a súlypontja igen közel van a kosárhoz (5–6 cm-re), míg a szablyavívás eszközei többnyire 700 grammnál nehezebbek (a magyar MHS versenyrendszerében a tömegnek 700─1000 g között kell lennie), és súlypontjuk is távolabb van a kosártól (12─14 cm-re);
- a vívóakciók: egy sportvívó nem foglalkozik azzal, hogy a vágás során kardja éllel vagy lappal érkezik az érvényes találati felületre, mivel mindkét esetben működésbe lép a találatjelző gép, ellenben a történelmi vívók általában tisztában vannak a vívóeszközük potenciális sebzési lehetőségeivel, és igyekeznek a penge megfelelő részével eltalálni ellenfelüket.

Más:
- a küzdőtér mérete, alakja, felülete: a téglalap alakú vívópást (14 m x 1,5÷2 m) jelentősen eltér a szablyavívásban használt változatos alakú küzdőterektől, a történelmi vívók által használt küzdőterek több kombinatív lehetőséget biztosítanak a feleknek a megfelelő távolságért folyó játékban;
- a találatjelzés módja: a történelmi vívás versenyein nincs elektromos találatjelző gép, a kendóhoz hasonlóan több bíró színes zászlókkal jelzi a találatokat;
- az érvényes találati felület: a FIE kardvívásban az érvényes találati felület csípővonaltól felfelé a felsőtest, beleértve a karokat, illetve a fejet, míg a történelmi szablyavívás küzdelmeiben néhány érzékenyebb pont (ágyék, gerinc stb.) kivételével az ellenfél egész teste szabadon támadható;
- a védőfelszerelés jellege:  a vívóeszközök nagyobb tömege miatt sokkal masszívabb és erősebb védőfelszerelés szükséges; a sportkard vágásai / szúrásai ellen elég a FIE plasztron, továbbá hónaljvédő, mellvédő (lásd Vívófelszerelések), de a nehéz vívószablyák ellen a megfelelő kemény réteg is nélkülözhetetlen. Ez páncélszerűvé, valamivel nehézkesebbé, melegebbé és természetesen drágábbá teszi a HEMA szablyavívás védőfelszerelését.

#### Versenyzés
A hagyományok tisztelete mellett a Szablya Kör tagjai fontosnak tartják a valódi vívótudást, ezért rendszeresen indulnak különféle szablyavívó versenyeken. Ma már elérhetőek olyan – fém vagy műanyag – vívóeszközök és védőfelszerelések, melyekkel biztonságosan lehet szabadvívni más vívóiskolák versenyzőivel.
A történelmi vívásban is, időről időre felbukkannak önjelölt „vívómesterek”, a féltve őrzött „titkos technikák” ismerői, akik tevékenységükkel, megalapozatlan állításaikkal többnyire csak ellentétet szülnek a HEMA szubkultúrában. E jelenség ellen nyílt versenyrendszerrel és ranglistával lehet hatékonyan fellépni. Az eredményes versenyzés, a ranglistán elért egyre jobb helyezés kiválóan mutatja az adott vívócsapat és az egyes tagok technikai, taktikai stb. fejlődését. Már jelenleg is létezik egy olyan nemzetközi ranglista (HEMA Ratings), amely a különféle történelmi vívóversenyeken nyújtott teljesítmény alapján rangsorolja a HEMA-vívókat. Hazákban a 2014-ben alakult Magyar Hosszúkardvívó Sportszövetség (MHS) rendez olyan országos vívóversenyeket, melyekkel szablya fegyvernemben (is) fel lehet kerülni erre a listára.
A versenyzés fontosságát mutatja, hogy az 1928. január 31-én Klebelsberg Kuno vallás- és közoktatásügyi miniszter által létrehozott Vívómester Vizsgáló Bizottság szabályzata szerint a vívómesteri vizsgára jelentkező segédmestereknek „legalább két nyilvános országos versenyen” kellett részt venniük a mestervizsgát megelőzően.

### Videók
- Szablyával vívás: megelevenedik a történelem (Keszthelyi TV). youtube.com. (Hozzáférés: 2020. június 13.)

- A Georgikon Szablya Kör bemutatkozó videója. youtube.com. (Hozzáférés: 2019. augusztus 23.)

- A szablyaharc verseny döntője. youtube.com. (Hozzáférés: 2019. március 27.)

- Tegezek viselése a hódoltság idején. youtube.com. (Hozzáférés: 2019. március 27.)

- Egy török végvár mindennapjai. youtube.com. (Hozzáférés: 2019. március 27.)

### Blog
- Mamlúk hadviselés